# خوان فابیلا مندوزا
خوان فابیلا مندوزا (انگلیسی: Juan Fabila Mendoza؛ زادهٔ ۵ ژوئن ۱۹۴۴) ورزشکار بوکس اهل مکزیک است.
وی در مسابقات کشوری و بین‌المللی در مجموع برندهٔ ۱ مدال برنز شده‌است.